# Metopius croceicornis
Metopius croceicornis là một loài tò vò trong họ Ichneumonidae.